# セカイカメラ

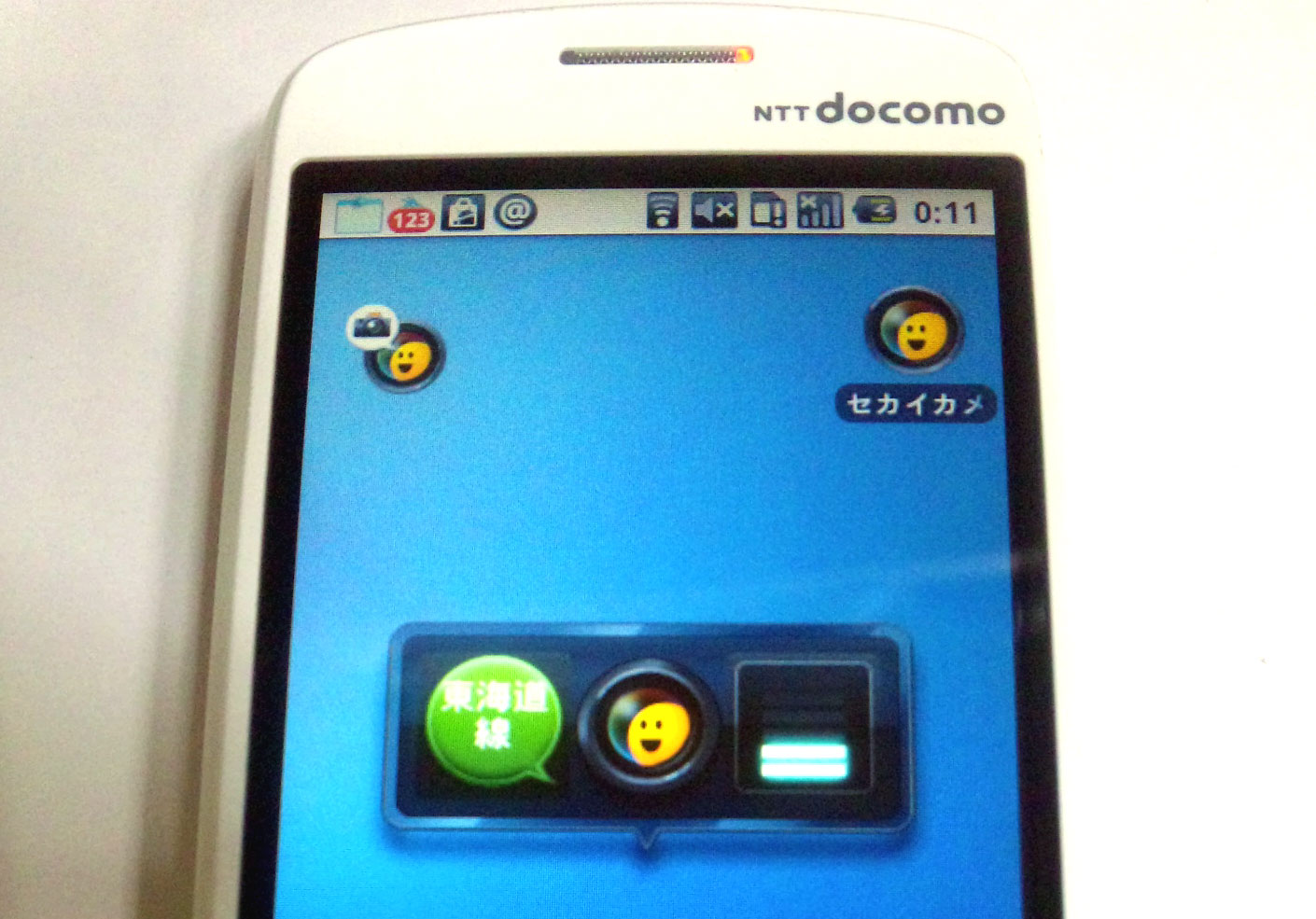
セカイカメラウィジェット画面
for android（NTTドコモ HT-03A）

セカイカメラ（Sekai Camera）は、iPhone、Android上で動作する拡張現実ソフトウェアである。頓智ドット株式会社（トンチドット）が無償で提供していた。2014年1月22日に全サービス終了。本項では、その携帯電話向けバージョンにあたるセカイカメラZOOM（ズーム）についても記述する。

## 概要
セカイカメラを起動すると、iPhone、Android内蔵のデジタルカメラによって目の前の景色が画面上に映し出された上に、その場所・対象物（建物・看板など）に関連する「エアタグ」と呼ばれる付加情報（文字・画像・音声）が重ねて表示される。エアタグはユーザーが自由に付加することができ、ユーザー間で共有される。
利用にはiPhone、Androidなどのスマートフォンの使用が不可欠であり、また、それら機器をかざしてディスプレイを見なければならない。

## 仕組み
GPSを用い、現在地を特定する。また、内蔵の電子コンパスによってカメラの向いている方角を認識し、その方向に貼り付けられたエアタグを表示できる。位置認識の精度は、GPSの受信強度によって変わる。

## セカイカメラZOOM
セカイカメラZOOM（ズーム）は、KDDI、並びに沖縄セルラー電話の各Android OS搭載auスマートフォン、並びに各au携帯電話上動作するEZアプリである。セカイカメラの機能のほか、Twitter機能が搭載されている。2011年11月30日をもってサービス終了となった。

## 沿革
2008年
- 9月9日 - TechCrunch50でコンセプトを発表[2][3]。

2009年
- 2月17日 - 2月19日 - アッシュ・ペー・フランス株式会社主催の国内外400以上のブランドが集まる国際的なファッションの合同展示会「rooms」（会場：国立代々木競技場 第一体育館）にて、クローズドベータ版のワールドプレビューを実施。iPhone上で実際にデモンストレーションを行った[4]。
- 9月17日 - 商用サービスを開始。ロエベの店内で客に貸し出した[5]。
- 9月24日 - App Storeで一般公開された。公開から4日間で10万ダウンロードを記録した[6]。
- 10月6日 - CEATEC JAPAN 2009に参加。ヤマハのグランドピアノディスクラビア、iPhoneアプリケーションFinger Piano、産業技術総合研究所のヒューマノイドロボット未夢と共演した。
- 12月2日 - Ver2.0公開イベント「Sekai Camera SUKIYAKI 2009 Tokyo」を開催。Twitter型コミュニケーションツール「セカイライフ」の発表。楽天トラベル、ゼンリンデータコム、モーションポートレートらとの提携を発表。
- 12月23日 - 米国Crunchies Awardsにノミネート。
- 12月31日 - 世界81ヵ国で提供を開始。

2010年
- 1月29日 - ソフトバンクテレコム、ビクターエンタテインメント、バグ・コーポレーション、東通インテレクトと共同でバレンタインイベント「渋谷で恋するメッセージ-AR恋文横丁-」を展開。
- 2月20日 - 佐賀県佐賀市で開催された「佐賀城下ひなまつり」でセカイカメラを使った観光プロモーションを展開。
- 3月4日 - OpenAirAPIを公開。公開イベント「BOOTSTRAP 1.0」を開催。リクルート、ぐるなび、ネクスト、東急ハンズ、Evernoteなどとの提携を発表。同日、PlaceEngineの問題により、AppStoreの審査で非公開になった[7]。
- 3月13日 - AppStoreで再び配信開始。
- 3月17日 - デジタル・コンテンツ・オブ・ジ・イヤー'09/第15回AMD Awardで、大賞/総務大臣賞を受賞。
- 3月30日 - KDDI、並びに沖縄セルラー電話の各Android OS搭載auスマートフォン、並びに各au携帯電話におけるAR（拡張現実）事業で連携すると発表。
- 4月13日 - 岐阜県が県内全市町村に3711個の県公式エアタグを設置。
- 4月29日 - Jリーグと提携し「JリーグファミリーJoinデイズ」の期間中、公認ファンサイト「J's GOAL」に掲載されたスタジアムイベントやスタジアムグルメの写真や情報をエアタグとしてアップするプロモーションを開始。スポーツ団体としては世界初。
- 5月15日 - iPad版「Sekai Camera for iPad」をAppStoreでリリース。世界12か所の位置情報をブックマークし、いつでもアクセスできる「PLACE」機能を実装。
- 6月28日 - 佐賀県嬉野市がセカイカメラを活用したバリアフリー情報発信を開始。
- 6月30日 - セカイカメラがプリインストールされたIS01が発売。
- 7月1日 - セカイカメラZOOMの提供開始。
- 7月2日 - セカイカメラ ver2.4.0で、セカイカメラ上で動くARゲーム（セカイアプリ）「ばくはつカブーン！」の提供開始[8]。
- 7月2日 - Android版 「Sekai Camera for Android」を提供開始。Android ver 2.1以降で動作。
- 7月2日 - 佐賀県武雄市が「辰野金吾『セカイカメラ』回顧展」を実施。
- 7月15日 - Android 1.6に対応したSekai Camera for Androidを提供開始。ただしセカイカメラのサポート対象外。
- 8月11日 - セカイアプリ第2弾として世界初の拡張現実オンラインRPG(ARPG)である「セカイユウシャ」のα版を公開。
- 8月12日 -「東のエデン」x TSUTAYA x セカイカメラによる『TSUTAYAで滝沢朗を探せ!』キャンペーンを開催。
- 8月13日 - Sekai Camera for Android 2.1.3をリリース（Milestone, Droid, Galaxy Sに対応）。
- 8月16日 - セカイアプリ公式サイトを公開。
- 8月18日 - セカイカメラ上のエアタグを閲覧できるサイト「Sekai Camera Web」を公開。
- 8月25日 - Sekai Camera for iPad Ver1.0.3をリリース（Placeに岐阜県 飛騨高山を追加。Twitter認証方式を変更）。
- 8月27日 - 「Asia’s Top 50 Apps」を決めるアワードにノミネート。
- 9月2日 - CEDEC 2010内で行われたCEDEC AWARDSでネットワーク部門の最優秀賞を受賞。
- 9月21日 - セカイアプリ「セカイユウシャ」の地域連動プロジェクト「ユウシャジャパンプロジェクト」発足。
- 9月22日 - Sekai Camera Ver2.5.0をリリース（マルチタスク対応。Facebookへの投稿機能を追加）。同時にセカイアプリ第3弾として、セカイカメラ上で動くツイッタークライアント「CooKoo」をリリース。
- 9月28日 - Sekai Camera for Android Ver2.4をリリース（セカイアプリに対応）
- 10月1日 - 「ユウシャジャパンプロジェクト」第一弾として岐阜県高山市との高山祭とのコラボを実施。
- 10月6日 - セカイカメラ/セカイカメラZOOMとチェブラーシカのコラボレーションによる「こんにちは！チェブラーシカ in AR」キャンペーンを実施。
- 10月8日 - Sekai Camera for Android 2.4.1をリリース（SoftBank X06HTのAndroid 2.2に対応）
- 10月8日 - 岐阜県が県内に設置した公式エアタグが7000個を超えた事を発表。
- 10月18日 - auのAndroidスマートフォン「IS03」にセカイカメラのプリインストールが決定。
- 10月26日 - 「Sekai Camera Web」をリニューアル。
- 11月12日 - Sekai Camera for iPhone Ver2.5.1をリリース（画面構成および一部UIの変更）
- 11月12日 - 埼玉県、トランスコスモス、リクルートと共同で「AR観光プロモーション」を実施。第1弾として「第31回忍城時代まつり」とコラボレーション。
- 11月13日 - 「セカイカメラ」とセカイアプリ「セカイユウシャ」が三重県四日市市とのコラボレーションを実施。
- 11月22日 - Sekai Camera for iPad Ver1.0.4をリリース（iOS 4.2対応）
- 11月22日 - Sekai Camera for iPhone Ver2.5.2をリリース（バグフィックス）
- 11月22日 - Sekai Camera for Android Ver2.4.2をリリース（SC-02B、IS03に対応）
- 11月26日 - セカイカメラがプリインストールされたauのAndroidスマートフォン「IS03」が発売開始。
- 12月1日 - 表参道でけやき並木を彩るイルミネーションで、セカイカメラを活用したプロモーションを開催。
- 12月8日 - Sekai Camera Web がスマートフォン対応に。
- 12月8日 - World Summit Award「2010 World Summit Awards for Mobile Content」Best mobile contents賞[9][10]。
- 12月13日 - クリスマスイベント「セカイサンタが贈るクリスマスプレゼント」の開催を発表。
- 12月16日 - Sekai Camera for Android Ver2.4.3をリリース（SB003SH、SH-03Cに対応）
- 12月20日 - 実際の位置情報に基づいたAR空間にお店を出してNO.1を目指す、セカイアプリ第4弾「セカイカフェAR」をリリース
- 12月21日 - Sekai Camera for iPhone Ver2.6.0をリリース（画面フリック機能の追加）

2011年
- 1月1日 - 日本全国の主要な寺社にARおみくじ設置した「おみくじタグ」企画を展開。
- 1月6日 - セカイカフェAR v1.0.2をリリース（ジャイロスコープ対応）。2011年2月中旬以降発売予定の「GALAPAGOS SoftBank 005SH」にセカイカメラのプリインストールが決定。
- 1月11日 - セカイアプリ for Android v1.2をリリース（CooKooを追加）。
- 1月16日 - Sekai Camera for iPhone v2.7.0をリリース（ジャイロスコープ対応、チュートリアルを設置）
- 1月27日 - Sekai Camera for Android v2.5をリリース（フォトタグ投稿時にカメラアプリ選択が可能に）
- 2月28日 - セカイアプリ「CooKoo」サービス終了
- 4月11日 - セカイアプリ「ばくはつカブーン！」サービス終了
- 9月30日 - 「セカイカフェAR」 サービス終了
- 11月30日 - 「セカイZOOM」「セカイファインダー」 サービス終了
- 12月15日 - セカイアプリ「セカイユウシャ」 サービス終了

2014年
- 1月22日 - 全サービス終了[1]